# Sangzhou (köpinghuvudort i Kina, Zhejiang Sheng, lat 29,16, long 121,32)
Sangzhou (kinesiska: 桑洲, 桑洲镇) är en köpinghuvudort i Kina. Den ligger i provinsen Zhejiang, i den östra delen av landet, omkring 160 kilometer sydost om provinshuvudstaden Hangzhou. Antalet invånare är 11 140. Befolkningen består av 5 628 kvinnor och 5 512 män. Barn under 15 år utgör 15,0 %, vuxna 15-64 år 63 %, och äldre över 65 år 20,0 %.
Runt Sangzhou är det tätbefolkat, med 319 invånare per kvadratkilometer. Närmaste större samhälle är Haiyou, 6,7 km sydost om Sangzhou. I omgivningarna runt Sangzhou växer huvudsakligen savannskog.
Genomsnittlig årsnederbörd är 2 140 millimeter. Den regnigaste månaden är augusti, med i genomsnitt 364 mm nederbörd, och den torraste är januari, med 70 mm nederbörd.